# Pentila gabunica
Pentila gabunica är en fjärilsart som beskrevs av Henry Stempffer och Bennett 1961. Pentila gabunica ingår i släktet Pentila och familjen juvelvingar. Inga underarter finns listade i Catalogue of Life.